# Robert Bigelow

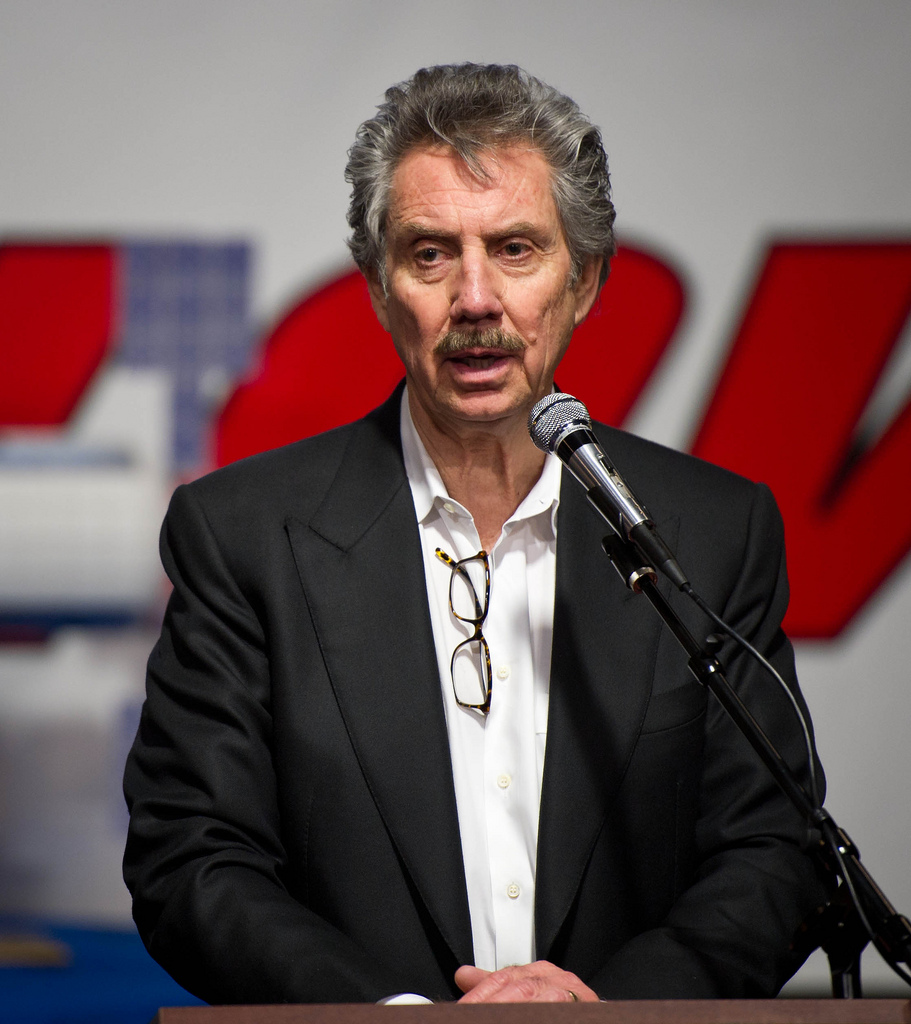
Robert Bigelow (2011)

Robert Thomas Bigelow (* 12. Mai 1945) ist ein US-amerikanischer Milliardär. Er ist Besitzer der Hotelkette Budget Suites of America und Gründer von Bigelow Aerospace in Las Vegas, Nevada, einer Firma, die an der Entwicklung einer privaten, kommerziellen, aufblasbaren Raumstation arbeitete (Commercial Space Station Skywalker). Bigelow hat ein persönliches Interesse an der Erforschung der Ufologie.

## Leben
Robert Bigelow verbrachte seine Schulzeit in Las Vegas und besuchte die dortige Highland Elementary School. Im Jahr 1962 begann er auf Wunsch seines Vaters ein Studium der Bank- und Immobilienwirtschaft an der University of Nevada in Reno, der Vater starb jedoch kurze Zeit später bei einem Flugzeugabsturz. Bigelow machte seinen Abschluss 1967 an der Arizona State University.
Um die Entwicklung privater Raketentechnologie zu fördern, initiierte Bigelow den mit 50 Millionen US-Dollar dotierten America’s Space Prize. Senator Harry Reid aus Nevada initiiert das klandestine Advanced Aerospace Threat Identification Program (AATIP), dieses Pentagon-Programm lief von 2007 bis 2012 und war mit einem Budget von rund 22 Millionen Dollar ausgestattet. Ein Großteil davon ging an die Bigelow Aerospace. Zum ersten Mal enthüllt wurde das AATIP in der New York Times Dezember 2017, dies geschah im Zusammenhang mit einigen Videos (Pentagon UFO videos), die 2004 von Kampfpiloten der Nimitz-Flugzeugträger-Gruppe (Nimitz, Theodore Roosevelt) über dem Pazifik aufgenommen wurden.
In einem Interview am 28. Mai 2017 erklärte Bigelow in der Fernsehsendung CBS 60 Minutes, dass er „absolut davon überzeugt“ ist, dass es „eine extraterrestrische Präsenz auf der Erde gab und gibt“. Im März 2023 hatte er 20 Millionen US-Dollar an den Republikaner Ron DeSantis für dessen Präsidentschaftskandidatur gespendet. Er war damit Stand August 2023 größter Einzelspender von DeSantis. 2024 kündigte er an, die gleiche Summe Donald Trump zu überweisen und zusätzlich eine Million Dollar zur Begleichung von dessen Anwaltskosten spenden.